# Rajsko
Rajsko je malá vesnice, část obce Dlouhá Ves v okrese Klatovy v Plzeňském kraji. Nachází se asi dva kilometry jižně od Dlouhé Vsi. Rajsko leží v katastrálním území Nové Městečko o výměře 2,73 km².

## Historie
První písemná zmínka o vesnici pochází z roku 1494.

## Obyvatelstvo
| Rok            | 1869 | 1880 | 1890 | 1900 | 1910 | 1921 | 1930 | 1950 | 1961 | 1970 | 1980 | 1991 | 2001 | 2011 | 2021 |
| -------------- | ---- | ---- | ---- | ---- | ---- | ---- | ---- | ---- | ---- | ---- | ---- | ---- | ---- | ---- | ---- |
| Počet obyvatel | 92   | 98   | 90   | 95   | 85   | 92   | 83   | 36   | 10   | 11   | 5    | 3    | 0    | 9    | 19   |
| Počet domů     | 11   | 12   | 12   | 13   | 13   | 13   | 13   | 9    | 9    | 2    | 2    | 2    | 3    | 6    | 8    |

## Obecní správa
Při sčítání lidu v letech 1850–1959 Rajsko bylo osadou obce Vatětice v okrese Sušice. Od roku 1960 je částí obce Dlouhá Ves v okrese Klatovy.